# 马克·林赛·查普曼
马克·林赛·查普曼（英語：Mark Lindsay Chapman，1954年8月15日—）是美國電視的著名演員，出生於英國倫敦。他由於與殺害披頭士樂手約翰·列儂（John Lennon）的兇手马克·大卫·查普曼同名，而不能飾演約翰·列儂。（不过他还是在电影《Chapter 27》中饰演了这一角色。）

## 外部連結
- 馬克·林賽·查普曼在互联网电影资料库（IMDb）上的資料（英文）